# Hammerabates sulcatus
Hammerabates sulcatus är en kvalsterart som först beskrevs av Hammer 1972.  Hammerabates sulcatus ingår i släktet Hammerabates och familjen Scheloribatidae. Inga underarter finns listade i Catalogue of Life.